# 雲蓋智本
雲蓋智本（1035年—1107年）是北宋的一位僧人，潭州雲蓋山的禪師，筠州高安（今屬江西）人，俗姓郭氏。
雲蓋智本二十歲受具足戒，師法華瑞禪師。後住於潭州雲蓋山，法嗣臨濟宗楊岐派白雲守端禪師。宋徽宗大觀元年，七十三歲，圓寂。

## 師承
- 白雲守端

## 弟子
- 香山惟德 [2]
- 承天慧連

## 著作
- 《雲蓋本和尚語要》 [3]